# Olan
Olanul este o țiglă semicilindrică cu care se învelesc acoperișurile caselor.
Olanele sunt specifice caselor tradiționale din Dobrogea, fiind o moștenire a civilizației mediteraneene. Ele datează de mai bine de trei mii de ani, iar după atâta timp, ele au rămas cu aceeași formă și funcție. Acestea au apărut în partea de nord-est a Dobrogei, fiind specifice arhitecturii tradiționale din Delta Dunării. 
Erau fabricate prin turnare în matrițe, apoi erau uscate și trecute printr-un proces de coacere. 
Datorită modernizării, confecționarea olanelor este pe cale de dispariție. 